# Celadet Ali Bedirxan

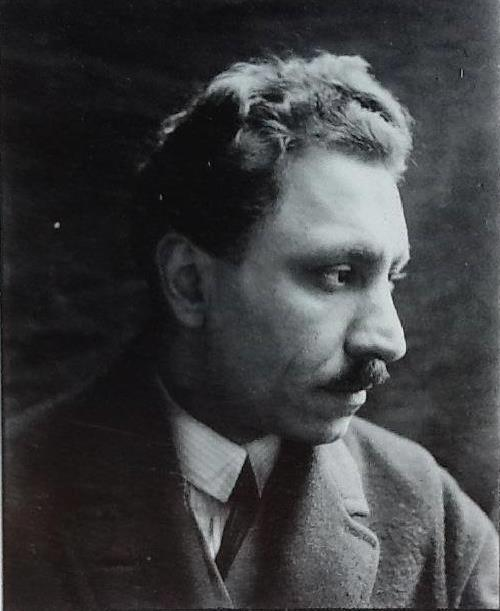
Celadet Ali Bedirxan

Celadet Ali Bedirxan (* 26. April 1893 in Istanbul; † 15. Juli 1951 in Damaskus), ein Sohn von Emin Ali Bedirxan, war ein Schriftsteller, Linguist, Journalist, ein Politiker und ein Verfechter der nationalen Anerkennung der Kurden.

## Leben
Als sein Großvater Bedirxan Beg samt Familie nach einem Aufstand gegen die Osmanen 1847 ins Exil nach Istanbul kam, wurde Celadet Ali in Istanbul geboren. Dort besuchte er die Schule bis zur mittleren Stufe. Im Ersten Weltkrieg kämpfte er als osmanischer Soldat an der Kaukasusfront gegen das Zarenreich Russland.
Celadet Ali Bedirxan war wie andere seiner Familie Mitglied in der 1918 gegründeten Kürdistan Teali Cemiyeti. Er traf sich unter anderem mit dem britischen Spionageoffizier Edward William Charles Noel, der das Gebiet bereiste, um mehr über die Kurden zu erfahren. 1919 sollte Edward William Charles Noel im Auftrag der britischen Regierung den Nationalkongress der neuen türkischen Nationalbewegung Mustafa Kemals sprengen und Mustafa Kemal gefangen nehmen. Dies scheiterte.
1922 ging Celadet Ali Bedirxan mit seinem Bruder Kamuran nach Deutschland. Dort setzte er an der Ludwig-Maximilians-Universität München sein Jurastudium fort. Er beherrschte mehrere Sprachen wie Französisch, Deutsch, Russisch zusätzlich zu Arabisch, Türkisch, Kurdisch und eventuell Griechisch.
Celadet Ali Bedirxan war ein Gegner der Kemalisten, da diese gegen die Gründung eines kurdischen Staates waren. So ging er denn auch nach Ausrufung der Republik Türkei 1923 nach Kairo und danach 1927 nach Syrien. Im Libanon gründete er 1927 mit anderen kurdischen Stammesführern und Intellektuellen die Organisation Xoybûn und wurde deren erster Vorsitzender. Nach der Niederschlagung des Ararat-Aufstandes, den die Xoybun maßgeblich organisiert hatte, ging er in den Iran. Später wurde er vom iranischen Schah wegen seiner politischen Aktivitäten ausgewiesen. Nach einem kurzen Aufenthalt im Irak ging er 1930 wieder nach Syrien.
In den dreißiger Jahren gab er – auch unter dem Pseudonym Herekol Azizan – mehrere Schriften über die kurdische Sprache heraus. Er publizierte zwei kurdischsprachige Zeitschriften mit den Titeln "Hawar" (Hilferuf) (ab 1932) und "Ronahi" (Helligkeit) (ab 1942). 1935 heiratete er seine Cousine väterlicherseits Ruşen Bedirxan, die Tochter von Mehmed Bedirxan. Sie bekamen drei Kinder: Safder, der in Gedenken auf den Bruder Bedirxans auf diesen Namen getauft wurde, verstarb in der Kindheit, und Cemşîd und Sînemxan. Zusammen mit Roger Lescot gab er eine Grammatik über das Kurmandschi heraus. Sein Verdienst war die Schaffung eines lateinischen Alphabetes für die Kurdische Sprache (Kurdisch-lateinisches Alphabet). Er starb 1951 bei einem Verkehrsunfall in Damaskus.

## Bücher
1. Nivêjên Êzidiyan (Die Beter der Yeziden)
2. Ji Mesela Kurdistanê (Über das Kurdistan Problem), in Hawar journal, vol. 45
3. Emir Djelalet Bedir Khan und Roger Lescot: Kurdische Grammatik. Verlag Kultur und Wissenschaft, Bonn 1986. (Kurmandschi) ISBN 3-926105-50-X